# Augustin Alexandre Thierriat
Augustin Alexandre Thierriat ou Thierrat, né le 11 mars 1789 à Lyon et mort dans cette même ville dans le 1er arrondissement le 14 avril 1870 est un peintre et conservateur de musée français.

## Biographie
Après la Terreur, Augustin Alexandre Thierriat, orphelin, est placé chez Alexis Grognard. Élève de l'École des beaux-arts de Lyon auprès de Pierre Révoil et Joseph Chinard, il succède à Antoine Berjon comme professeur de peinture dans cet établissement en 1823. Il succède également à François Artaud comme conservateur des musées de Lyon jusqu'en 1870.
Il est enterré à Lyon au cimetière de Loyasse. Sa tombe est ornée de son buste sculpté par Charles Textor.

## Œuvres

### Tableaux
- Intérieur du Cloître de Saint-André-le-Bas, 1817, acquis par Louis-Philippe Ier[2];
- Jeanne Duguesclin défendant le château de Pontorson contre les Anglais, 1817[2] ;
- Funérailles d'un Chartreux et un Intérieur d'école, 1823, acquis par Charles X[2] ;
- Interrogatoire de Jacques de Molay, 1824[2] ;
- Fleurs dans un vase du Japon, 1854, musée des beaux-arts de Lyon[4].

### Publications
- Notice des tableaux exposés dans les musées de Lyon, Lyon, impr. de Barret, 1840, 32 p. (lire en ligne).
- Galerie des peintres lyonnais, Lyon, impr. de L. Perrin, 1851, 77 p. (lire en ligne).

## Élèves
- Adolphe Appian (1818-1898), élève de 1833 à 1836.
- André Reverchon (1808-1889).